# Градски стадион у Пљевљима
Градски стадион у Пљевљима, надимак му је стадион Под голубињом, је стадион са више намена у Пљевљима, Црна Гора. Тренутно се користи највише за фудбалске мечеве и он је домаћи терен Рудара Пљевља. Саграђен је 1948. године да би био модернизован 1985. Капацитет стадиона је око 10.000 места, а постоје две трибине: западна (покривена) и источна (непокривена).
У плану је постављање столица, уградња семафора и рефлектора како би клуб могао да игра утакмице у УЕФА такмичењима.